# Guitinières
 Guitinières  ist eine französische Gemeinde mit 479 Einwohnern (Stand 1. Januar 2022) im Département Charente-Maritime in der Region Nouvelle-Aquitaine; sie gehört zum Arrondissement  Jonzac und zum Kanton  Jonzac.
Nachbargemeinden von Guitinières sind Clion im Norden, Saint-Hilaire-du-Bois im Osten, Nieul-le-Virouil im Süden und Saint-Sigismond-de-Clermont im Westen.

## Bevölkerungsentwicklung
| Jahr      | 1962 | 1968 | 1975 | 1982 | 1990 | 1999 | 2007 | 2017 | 2019 |
| Einwohner | 371  | 371  | 378  | 327  | 343  | 371  | 409  | 542  | 513  |

## Sehenswürdigkeiten
- Kirche Saint-Romain

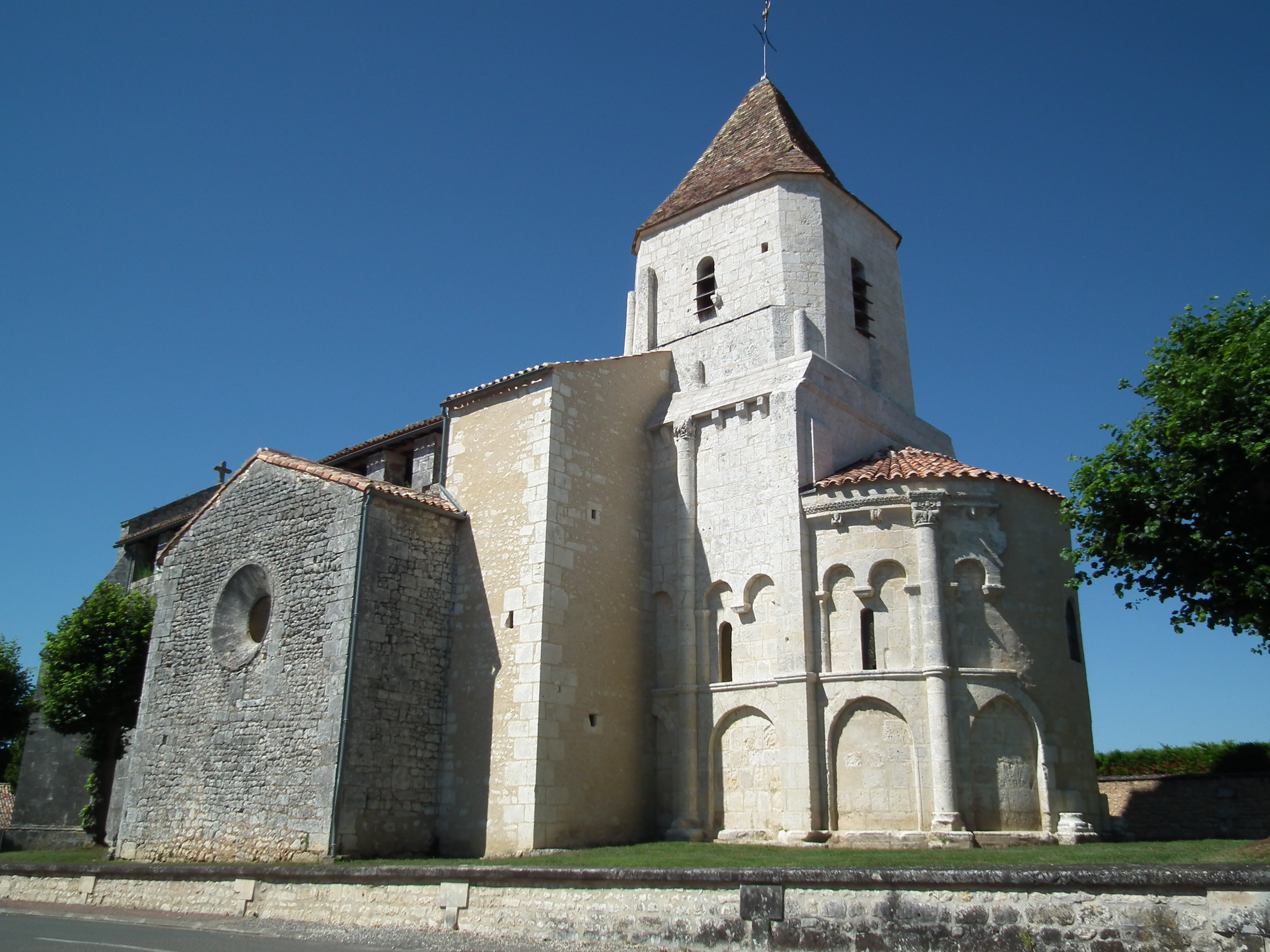
Kirche Saint-Romain

Siehe auch: Liste der Monuments historiques in Guitinières